# قرار مجلس الأمن التابع للأمم المتحدة رقم 1552
قرار مجلس الأمن التابع للأمم المتحدة رقم 1552، المتخذ بالإجماع في 27 تموز / يوليو 2004، بعد الإشارة إلى جميع القرارات السابقة بشأن الحالة في جمهورية الكونغو الديمقراطية، بما في ذلك القراران 1493 (2003) و1533 (2004)، مدد المجلس حظر توريد الأسلحة إلى الحركات والجماعات المسلحة في البلاد حتى 31 يوليو 2005.
وكرر مجلس الأمن قلقه بشأن وجود الجماعات المسلحة في شرق جمهورية الكونغو الديمقراطية، وأدان التدفق غير المشروع للأسلحة داخل البلد وإليه. وقد عقد العزم على رصد الامتثال لحظر الأسلحة، ولاحظ أن الأطراف المعنية لم تمتثل لمطالب مجلس الأمن، ومدد حظر الأسلحة حتى 31 يوليو 2005  وستتغير أحكام الحظر تبعا للامتثال لمطالب المجلس، في استعراض للتدابير بحلول 1 تشرين الأول / أكتوبر 2004 ودوريا بعد ذلك.
وأصدر القرار تعليمات إلى الأمين العام كوفي عنان بإعادة تشكيل فريق الخبراء لفترة حتى 31 كانون الثاني (يناير) 2005، والتي ستكون مطلوبة لتقديم تقرير عن تنفيذ حظر الأسلحة وتقديم توصيات.

## روابط خارجية
- نص القرار في undocs.org